# Кляшторный, Андрей Анатольевич
Андре́й Анато́льевич Кляшто́рный (17 июня 1968, Могилёв, СССР) — советский и российский футболист, вратарь, российский футбольный тренер и функционер.

## Карьера

### Игрока
Воспитанник могилёвской СДЮШОР-7, первым тренером был Иван Антонович Турков. С 1984 по 1991 год провёл 131 матч за могилёвский «Днепр» в первенстве СССР, пропустил 68 голов в сезонах 1990 и 1991 годов. В 1992 году в составе «Днепра» дебютировал в Высшей лиге Белоруссии, где сыграл 8 встреч (пропустил 3 мяча) и стал вице-чемпионом в сезоне 1992 года.
С 1993 по 1995 год защищал цвета калининградской «Балтики», принял участие в 81 матче (пропустил 69 голов) команды и стал в 1995 году победителем Первой лиги России. Кроме того, в 1994 году сыграл 1 встречу за фарм-клуб «„Балтика“-д» в Третьей лиге. С 1996 по 1997 год выступал за краснодарскую «Кубань», провёл за это время 55 матчей, в которых пропустил 76 мячей.
В сезоне 1998 года играл за казанский «Рубин», принял участие в 36 встречах команды, пропустил 47 голов. С 1999 по 2003 год снова выступал за «Балтику», провёл 80 матчей (пропустил 79 мячей) в первенстве и 4 поединка в Кубке России. В 2003 году также играл за любительские команды «Золотая лихорадка» (Светлый) в чемпионате Калининградской области и «Ветеран» в чемпионате города Калининграда.

### Тренера
После завершения карьеры игрока получил тренерское образование, оплаченное из бюджета ФК «Балтика». После окончания учёбы возглавил команду ветеранов «Балтики», выступавшую в чемпионатах города и области. Работал там как тренером, так и функционером, решая различные организационные вопросы. Затем был руководителем светловской «Спарты» из первенства области и городской федерации футбола Калининграда.
В 2006 году работал тренером вратарей в клубе «СКА-Энергия», а в 2007 году работал с голкиперами в курском «Авангарде», в обоих случаях его приглашал в команду работавший там главным тренером Сергей Горлукович, с которым вместе Кляшторный получал тренерское образование. С 2008 по 2014 год занимал должность исполнительного директора «Балтики». 20 ноября 2014 года назначен исполняющим обязанности спортивным директором «Балтики». С 16 июня 2015 года исполняет обязанности генерального директора «Балтики».

## Достижения
- Вице-чемпион Белоруссии: 1992
- Победитель Первой лиги России: 1995

## Образование
Окончил Могилёвский машиностроительный институт.

## Семья
Сын Артём тоже футболист, вратарь и играет на любительском уровне.